# Espai completament de Hausdorff
En topologia, els espais completament de Hausdorff i espais d'Urysohn (o T2½) són tipus d'espais topològics que satisfan axiomes de separació més forts que els de l'espai de Hausdorff.

## Definicions
Suposem que X és un espai topològic. Siguin x i y punts en X.
- Diem que x i y poden separar-se per veïnats tancats si hi ha un veïnat tancat U de x i un veïnat tancat V de y tal que U i V són disjunts (U ∩ V = ∅). Aquí un veïnat tancat de x és un conjunt tancat que conté un conjunt obert que conté x.
- Diem que x i y poden ser separats per una funció si hi ha una funció contínua  f :  X  → [0,1] (l'interval unitari) amb f(x) = 0 i f(y) = 1.

Un espai d'Urysohn o espai T2½ o espai T2,5 és un espai en el qual dos punts qualsevol poden separar-se per mitjà de veïnats tancats.
Un espai completament de Haudorff o espai funcional de Hausdorff és un espai en el qual dos punts diferents poden separar-se per una funció.

## Convencions de noms
L'estudi dels axiomes de separació és notori pels problemes amb els noms i les seves convencions. Les definicions utilitzades en aquest article són les donades per Willard (1970) i són les definicions més modernes. Steen & Seebach (1978) i altres autors van invertir les definicions dels espais completament de Hausdorff i els espais d'Urysohn.

## Relació amb altres axiomes de separació
És un exercici senzill mostrar que dos punts qualssevol que poden separar-se per una funció poden separar-se per veïnats tancats. Si poden separar-se per veïnats tancats llavors clarament poden separar-se per veïnats. Es dedueix que cada espai completament de Hausdorff és d'Urysohn i cada espai d'Urysohn és de Hausdorff.
Un pot mostrar també que cada espai regular de Hausdorff és d'Urysohn i cada espai de Tychonoff (= espai completament regular de Hausdorff) és completament de Hausdorff. En resum tenim les següents implicacions:
| Tychonoff (T3½)             | {\displaystyle \Rightarrow } | regular de Hausdorff (T₃)   |                              |                |                              |              |
| {\displaystyle \Downarrow } |                              | {\displaystyle \Downarrow } |                              |                |                              |              |
| Hausdorff completament      | {\displaystyle \Rightarrow } | Urysohn (T2½)               | {\displaystyle \Rightarrow } | Hausdorff (T₂) | {\displaystyle \Rightarrow } | Fréchet (T1) |

Es poden trobar contraexemples mostrant que cap d'aquestes implicacions s'inverteix.

## Exemples
La cotopologia d'extensió comptable és una topologia sobre la línia real generada per la unió de la topologia usual euclidiana i la cotopologia comptable. Els conjunts són oberts en aquesta topologia si i només si són de la forma U\A on U és obert a la topologia euclidiana i A és comptable. Aquest espai és completament de Hausdorff i d'Urysohn, però no regular (i així, no de Tychonoff).
Hi ha exemples més obscurs d'espais que són de Hausdorff però no d'Urysohn, i espais que són d'Urysohn però no completament de Hausdorff o regular de Hausdorff. Per a més detalls, vegeu Steen & Seebach (1978).